# Вертоград многоцветный
«Вертогра́д многоцве́тный» — поэтический сборник Симеона Полоцкого, над которым автор работал в 1676—1680 годах. Включает в себя несколько тысяч стихотворных текстов, написанных силлабическим стихом. Памятник русской литературы второй половины XVII века и один из наиболее изученных текстов Симеона.

## История создания
Сведения об истории создания «Вертограда» и его рукописях приводятся в основном в соответствии с исследованиями А. Хипписли и Л. И. Сазоновой.
Симеон Полоцкий работал над текстом «Вертограда многоцветного» в 1676—1680 годах. В процессе написания стихотворений авторский замысел сборника претерпел изменения. Изначально «Вертоград многоцветный» задумывался как собрание стихотворений, организованное по тематическому принципу. Развиваясь от общих нравственно-моральных и богословских тем (например, понятие греха, природа Троицы, сотворение мира) к более конкретным поучениям и описанию отдельных жизненных ситуаций, они должны были преподнести читателю целостную картину мира и преподать ему урок благочестия.

Однако впоследствии этот план был изменён (в связи со сложностью подобной организации большого количества текстов), и стихотворения были выстроены в соответствии с алфавитом церковнославянского языка. Симеон Полоцкий поручил эту работу (расположение стихотворений в соответствии с новыми принципом упорядочивания и некоторая другая редактура) своему ученику Сильвестру Медведеву. Симеон Полоцкий писал стихотворения для этого сборника вплоть до своей смерти в 1680 году.

## Существующие рукописи
До наших дней дошли три рукописные копии «Вертограда многоцветного». Первая из них (черновой автограф) хранится в ГИМ (Синодальное собрание № 659). Она была написана в 1676—1680 годах самим Симеоном Полоцким, но содержит также правки Сильвестра Медведева. Тексты стихотворений в этой рукописи упорядочены тематически.
Во второй рукописи «Вертограда многоцветного» (Синодальное собрание № 288, ГИМ) стихотворения расположены уже в алфавитном порядке. Рукопись была выполнена писцами, которым Сильвестр Медведев поручил переписывание текста в соответствии с составленным им «регистром» стихов. Рукопись содержит правку, внесённую Сильвестром Медведевым и Симеоном Полоцким. В связи с тем, что писцам приходилось переписывать отдельные стихотворения не по порядку (по сравнению с первой рукописью) и объём этой работы был весьма велик, встречаются отступления от алфавитного порядка текстов.
Третья рукопись хранится в Рукописном отделе БАН (П I А, № 54). Она представляет собой подносной экземпляр книги с алфавитным расположением стихов. Именно этот текст принято считать основным текстом «Вертограда многоцветного». На него опираются большинство изданий.

## Состав сборника
Большая часть стихотворений, вошедших в «Вертоград многоцветный», не являются самостоятельными текстами. Они представляют собой стихотворные переложения сюжетов, заимствованных из сборников проповедей, книг эмблем, а также из Ветхого и Нового Завета.

Ученый первой половины XX века А. И. Белецкий выделял среди стихотворений в составе «Вертограда многоцветного» несколько тематических групп. В их числе повествования на сюжеты из античной и европейской истории, повествования о жизни монахов, проповедующие аскетизм, повествования нравственно-церковного характера (чаще всего это истории о карах и милосердии), светские истории из повседневной жизни. Однако классификация А. И. Белецкого охватывает только те стихотворения, в которых присутствует выраженный повествовательный элемент.

Существенное место в «Вертограде многоцветном» занимают стихотворения, в основе которых лежат средневековые эмблемы или аллегории. Как было отмечено И. П. Ерёминым подобные тексты выполняли двойственную функцию: преподносили читателю некоторое морально-нравственное поучение и сообщали ему сведения о неизвестном ему ранее экзотическом животном, предмете или явлении природы. Неоднократно отмечалась «музейность» «Вертограда многоцветного», стремление Симеона Полоцкого к своего рода коллекционированию в своих стихах экзотических объектов.
Примечательно, что источниками для стихотворений Симеона Полоцкого выступали не только известные и распространённые на Руси тексты, такие как «Физиолог», но и католические сборники проповедей XVI—XVII веков, написанные на латинском языке. По подсчётам А. Хипписли, из 2317 стихотворений «Вертограда» «1234 восходят к Фаберу, 189 — к Мефферету, 42 — к „Великому зерцалу“, 28 — к „Polyanthea“, 12 — к „Золотой легенде“ де Ворагине и 7 — к Марханти. Для 855 стихотворений источник пока не найден». Таким образом, «Вертоград многоцветный» находится в тесной связи как с европейской, так и со славянской литературной традицией. Также он наследует «Цветникам», «Флорилегиям» и другим сборникам разнородных душеполезных текстов подобного рода, однако в отличие от них, он имеет чёткую внутреннюю структуру.

## Языковые особенности
Текст «Вертограда многоцветного» был написан на церковнославянском языке и сознательно архаизировался автором. В частности, грамматически верно употребляются аорист и плюсквамперфект, используются сложные синтаксические конструкции.

Правка, вносимая Сильвестром Медведевым, касалась в основном приведения некоторых строк в соответствие с нормами силлабического стихосложения (в тех случаях, когда Симеон Полоцкий пропускал слог или допускал лишний слог в строке). Кроме того, в некоторых случаях Сильвестр Медведев заменял встречавшиеся в речи Симеона Полоцкого западнорусские лексемы и полонизмы на слова, характерные для московского наречия.

## Издания «Вертограда многоцветного»
- Simeon Polockij (1629—1680) Vertograd mnogocvetnyj / ed. by Anthony Hippisley a. Lydia I. Sazonova. With a forew. by Dmitrij S. Lichačev. Köln etc.: Böhlau, 1996—2000 (Bausteine zur slavischen Philologie u. Kulturgeschichte. R.B. edition… Bd. 10) т.1—3. Издание содержит полный текст сборника, а также подробные комментарии, касающиеся сравнения рукописей и установления источников текста.
- Симеон Полоцкий. Избр. соч. / Подгот. текста, статья и комм. И. П. Еремина. — М., Л., 1953. — Содержит отдельные стихотворения из сборника.
- Симеон Полоцкий. Вирши / Сост., подгот. текстов, вступ. ст. и комм. В. К. Былинина, Л. У. Звонаревой. — Минск, 1990 — Содержит отдельные стихотворения из сборника.